# Arnaud Kerckhof
Arnaud Kerckhof, né le 13 mars 1984 à Calais, en France, est un joueur français de basket-ball. Il évolue au poste de meneur.

## Biographie
Le 18 juin 2013, après 3 saisons passées au Boulazac Basket Dordogne, il décide de prolonger l'aventure boulazacoise malgré la relégation du club périgourdin en Pro B. 
Il joue un rôle important dans la remontée de son club en Pro A lors des playoffs 2017. Le club périgourdin s'impose lors d'un match 3 sur le score de 63-60 contre les Hermines de Nantes.
Le 13 juillet 2017, il prolonge son contrat d'un an avec Boulazac.
Le 10 août 2018, après huit ans à Boulazac, il revient dans les Hauts-de-France et signe au Basket Club d'Orchies en Nationale 1.